# Tanja Banjanin
Tanja Banjanin (Bečej, 1969) srpska je pop pevačica iz Bečeja. Izdala je četiri muzička albuma: Tanja Banjanin (1996), Ljubav ima ime (1998), Tama i svetlo (2000) i Igra (2010). Sa pesmom Ja činim sve je pobedila na Budvanskom festivalu 1997.
Ima dvoje dece. Iz prvog braka ćerku Stašu, a iz drugog sina Novaka.
Pomoćnica je pokrajinskog sekretara za omladinu.
Bila je solistkinja u pesmi Životni krug u filmu "Kralj lavova" iz 2019.

## Festivali
Sunčane skale, Herceg Novi:
- Ponekad, nagrada za interpretaciju, '96
- K'o malo vode, 2001

Pjesma Mediterana, Budva:
- Ja činim sve, pobednička pesma (Kategorija: Letnja pesma), '97
- Da li si dovoljno jak, '98
- Početak priče, 2004
- Gubim te, 2006
- Ljubavna, 2009

Славянский базар, Belorusija:
- Ja činim sve (Я сделаю все для нашей любви), '98

Еvropesma / Evropjesma:
- Istina, 2004

Pesma za Evroviziju:
- Ja sam bolja, 2025